# Ліззі Джелфс
Ліззі Джелфс (англ. Lizzie Jelfs; нар. 28 липня 1976) — колишня британська тенісистка.
Найвищу одиночну позицію світового рейтингу — 207 місце досягла 11 вересня 1995, парну — 200 місце — 3 листопада 1997 року.
Здобула 12 парних титулів туру ITF.
Найвищим досягненням на турнірах Великого шолома було 2 коло в змішаному парному розряді.

## Фінали ITF
| турніри $25,000 |
| турніри $10,000 |

### Одиночний розряд: 4 (4 поразки)
| Результат | Ранг | Дата           | Турнір                       | Покриття  | Суперниця            | Рахунок       |
| --------- | ---- | -------------- | ---------------------------- | --------- | -------------------- | ------------- |
| Поразка   | 1.   | 1 лютого 1993  | ITF Ньюкасл, Велика Британія | Килим (i) | Габі Горенгель       | 1–6, 2–6      |
| Поразка   | 2.   | 24 липня 1995  | ITF Салвадор, Бразилія       | Тверде    | Лусіла Бесерра       | 4–6, 3–6      |
| Поразка   | 3.   | 27 квітня 1998 | ITF Гатфілд, Велика Британія | Ґрунт     | Маріам Рамон Клімент | 1–6, 6–1, 3–6 |
| Поразка   | 4.   | 31 серпня 1998 | ITF Ксанті, Греція           | Тверде    | Елені Даніліду       | 2–6, 0–6      |

### Парний розряд: 15 (12–3)
| Результат | Ранг | Дата            | Турнір                          | Покриття   | Партнерка       | Суперниці                           | Рахунок       |
| --------- | ---- | --------------- | ------------------------------- | ---------- | --------------- | ----------------------------------- | ------------- |
| Поразка   | 1.   | 24 квітня 1995  | ITF Единбург, Велика Британія   | Ґрунт      | Карен Кросс     | Робін Модслі Лорна Вудрофф          | 3–6, 1–6      |
| Перемога  | 2.   | 8 травня 1995   | ITF Единбург, Велика Британія   | Ґрунт      | Карен Кросс     | Кає Генд Клер Тейлор                | 3–6, 6–3, 6–0 |
| Перемога  | 3.   | 13 квітня 1997  | ITF Джакарта, Індонезія         | Тверде     | Джасмін Чаудурі | Won Kyung-joo Чо Юн Чон             | 6–4, 7–6      |
| Перемога  | 4.   | 8 липня 1997    | ITF Філікстоу, Велика Британія  | Трава      | Суріна Де Беер  | Гелен Крук Вікторія Девіс           | 7–5, 7–5      |
| Перемога  | 5.   | 21 липня 1997   | ITF Дублін, Ірландія            | Трава      | Суріна Де Беер  | Аманда Огастус Емі Дженсен          | 6–3, 4–6, 6–4 |
| Поразка   | 6.   | 29 вересня 1997 | ITF Ноттінгем, Велика Британія  | Тверде (i) | Карен Кросс     | Лусі Ал Джоан Ворд                  | 6–7(8–6), 2–6 |
| Перемога  | 7.   | 25 квітня 1998  | ITF Борнмут, Велика Британія    | Ґрунт      | Марезе Жубер    | Лімор Габай Кейт Ворн-Голланд       | 6–3, 6–3      |
| Поразка   | 8.   | 27 квітня 1998  | ITF Гатфілд, Велика Британія    | Ґрунт      | Аманда Кін      | Селесте Контін Маріам Рамон Клімент | 6–3, 3–6, 4–6 |
| Перемога  | 9.   | 18 липня 1998   | ITF Фрінтон, Велика Британія    | Трава      | Марезе Жубер    | Лусі Ал Аманда Вейнрайт             | 6–2, 7–5      |
| Перемога  | 10.  | 27 липня 1998   | ITF Ілклі, Велика Британія      | Трава      | Марезе Жубер    | Гелен Крук Вікторія Девіс           | 6–3, 6–4      |
| Перемога  | 11.  | 3 серпня 1998   | ITF Саутсі, Велика Британія     | Трава      | Марезе Жубер    | Елені Даніліду Лусі Вуд             | 6–2, 6–3      |
| Перемога  | 12.  | 21 вересня 1998 | ITF Сандерленд, Велика Британія | Тверде     | Марезе Жубер    | Гелен Крук Вікторія Девіс           | 6–1, 6–1      |
| Перемога  | 13.  | 1 лютого 1999   | ITF Шеффілд, Велика Британія    | Тверде (i) | Лорна Вудрофф   | Суріна Де Беер Кім де Вейлле        | 3–6, 6–4, 6–3 |
| Перемога  | 14.  | 5 квітня 1999   | ITF Черіньола, Італія           | Ґрунт      | Джасмін Чаудурі | Ірина Корнієнко Ліна Красноруцька   | 7–5, 7–5      |
| Перемога  | 15.  | 3 жовтня 1999   | ITF Глазго, Велика Британія     | Килим (i)  | Карен Нуджент   | Грета Арн Маніша Малхотра           | w/o           |